# Чашенка

Чашенка — река в России, протекает в Калужской области. Правый приток реки Ясенок.

## География
Река Чашенка берёт начало около деревни Верхняя Акимовка. Течёт на восток. Впадает в реку Ясенок в районе села Ясенок. Устье реки находится в 2 км по правому берегу реки Ясенок. Длина реки составляет 11 км.

## Данные водного реестра
По данным государственного водного реестра России относится к Окскому бассейновому округу, водохозяйственный участок реки — Ока от города Белёв до города Калуга, без рек Упа и Угра, речной подбассейн реки — бассейны притоков Оки до впадения Мокши. Речной бассейн реки — Ока.
По данным геоинформационной системы водохозяйственного районирования территории РФ, подготовленной Федеральным агентством водных ресурсов:
- Код водного объекта в государственном водном реестре — 09010100512110000019685
- Код по гидрологической изученности (ГИ) — 110001968
- Код бассейна — 09.01.01.005
- Номер тома по ГИ — 10
- Выпуск по ГИ — 0